# پمپ دوچرخه

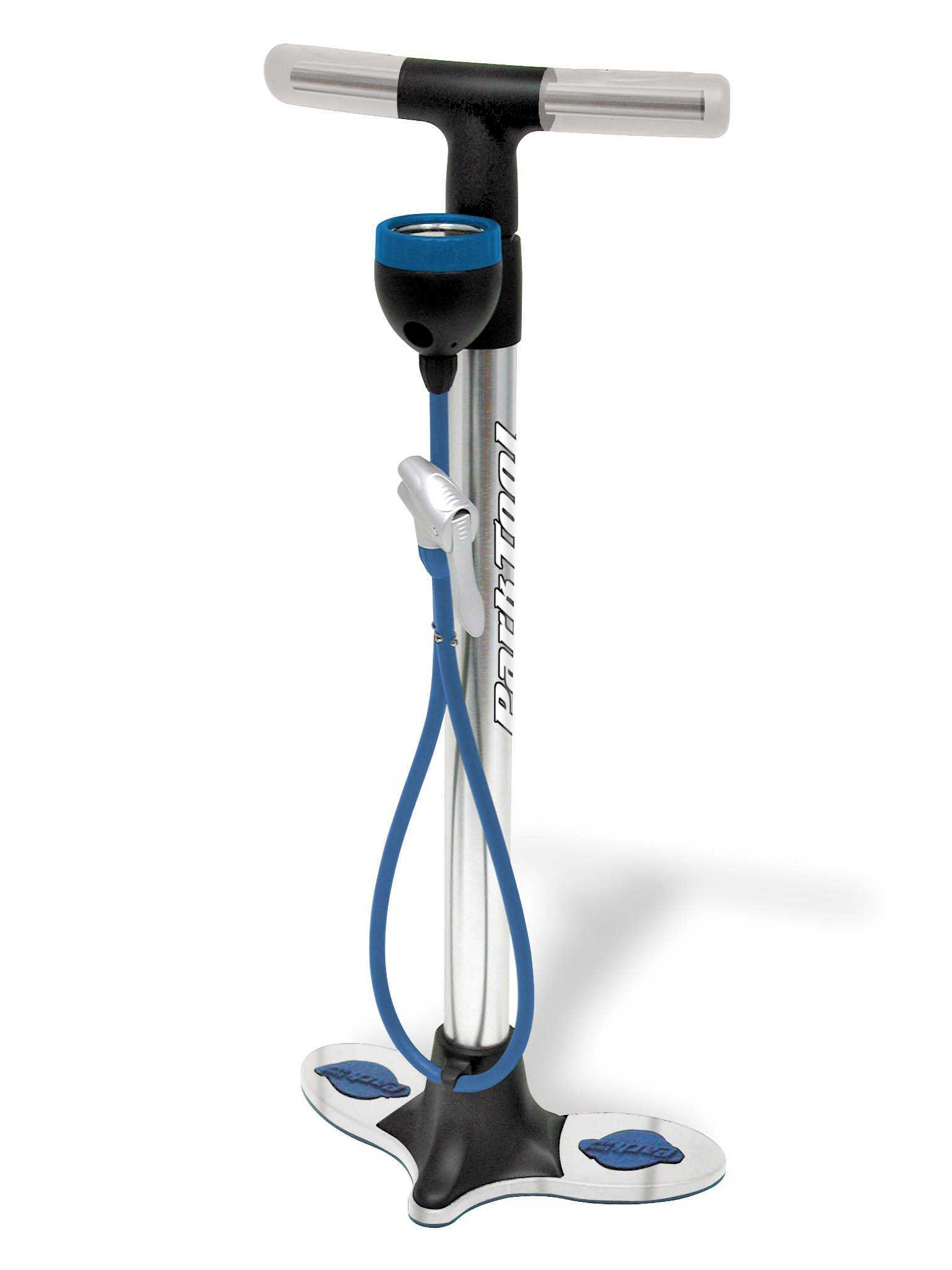
پمپ ایستاده

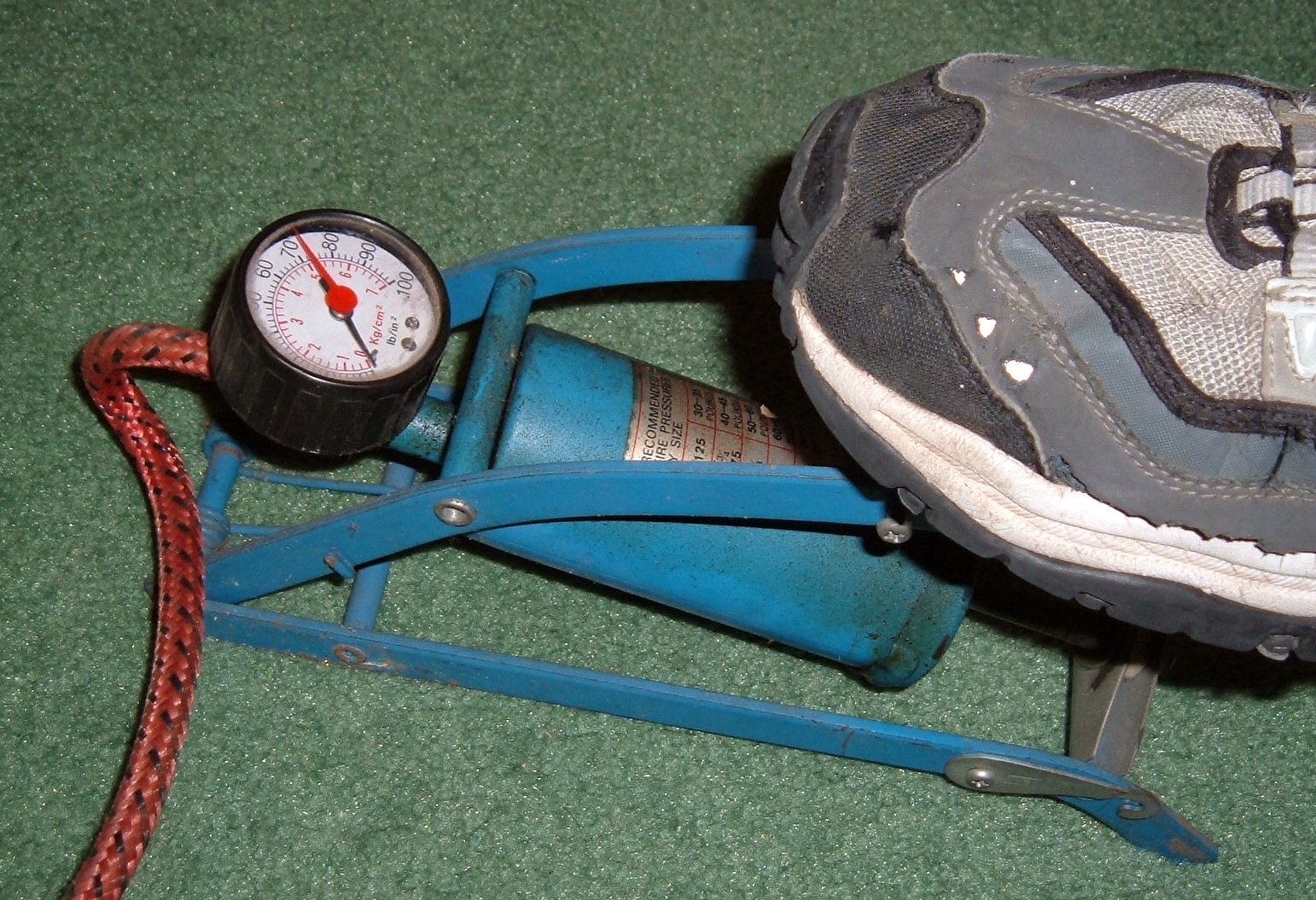
پمپ پدالی

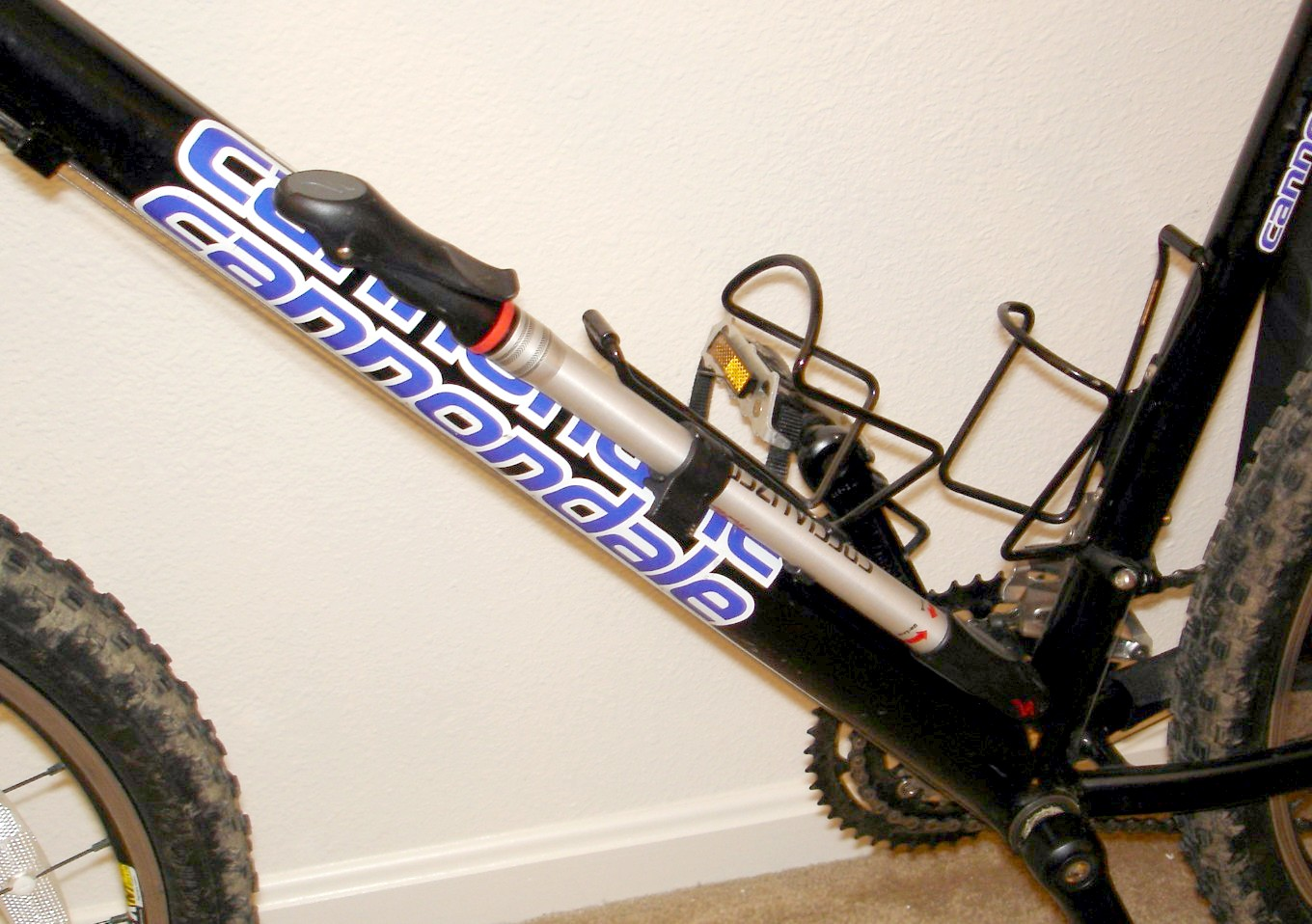
پمپی که روی بدنه دوچرخه نصب شده

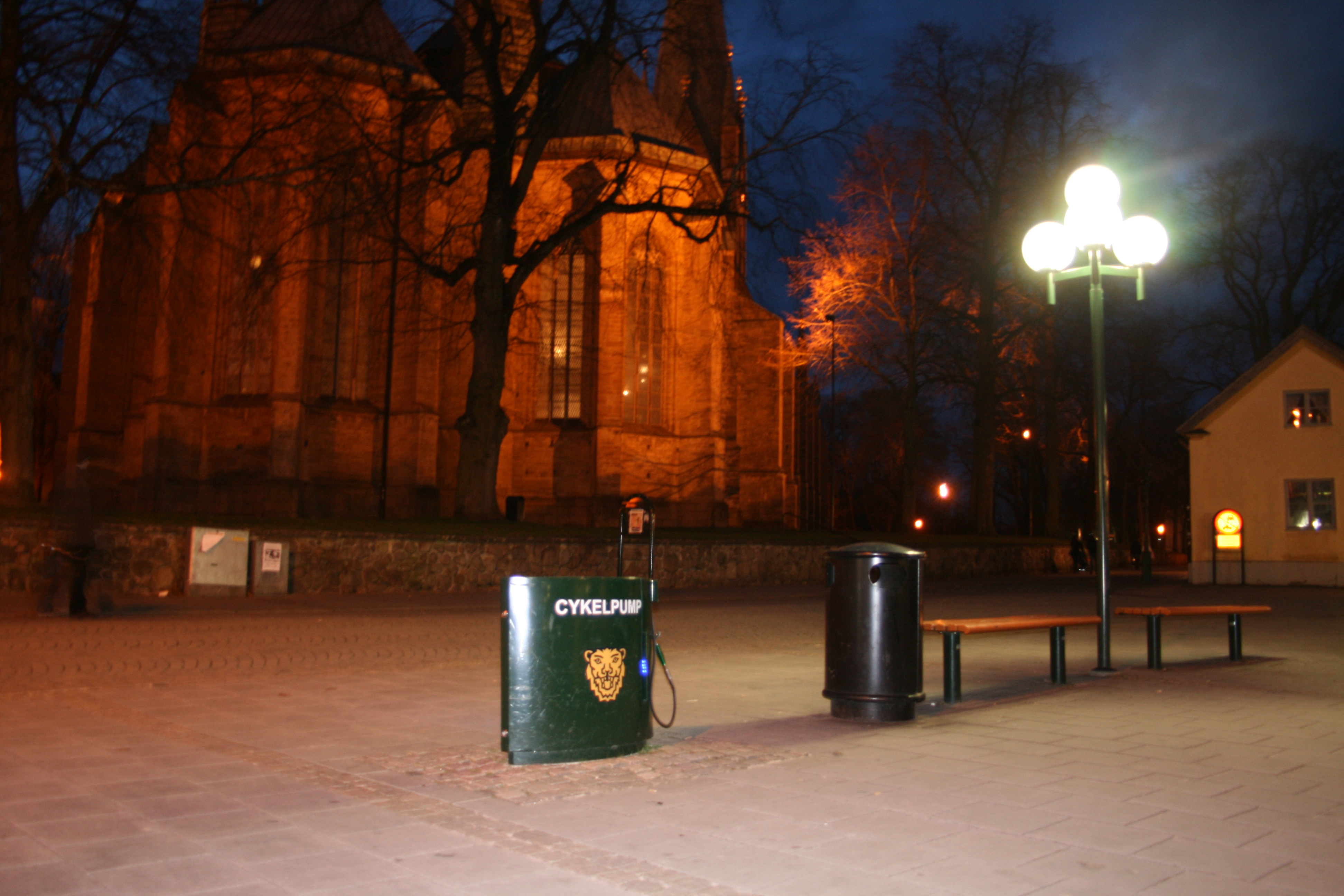
کمپرسورهای عمومی برای دوچرخه‌ها

پمپ دوچرخه یا تلمبه دوچرخه نوعی پمپ باد است که معمولاً برای باد کردن تایر دوچرخه استفاده می‌شود. برای وصل شدن به تایر از یک والو استفاده می‌شود که یکی از دو نوع Schrader valve یا Presta valve (یا هردو) است این دو، دو نوع از معروف‌ترین نوع والوهای مورد استفاده در این زمینه هستند. البته نوع سومی از این والوها نیز هست که Dunlop valve خوانده می‌شود ولی فقط با پمپ‌های Presta قابل پر کردن است.
مدل‌های پایه‌ای موجود عبارتند از:
- مدل ایستاده (نوع معمول)
- مدل نصب شده روی بدنه (اسکلت) دوچرخه
- مدل دستی
- مدل پدالی
- دو منظوره

در مدل ایستاده پمپ توسط یک پیستون که با نیروی دست جابه جا می‌شود کار می‌کند. موقع بالا کشیدن این پیستون هوا را از طریق یک دریچه یک طرفه از بیرون به داخل می‌کشد. هنگام پایین رفتن این پمپ هوا را از داخل پیستون "جابه جا" می‌کند به درون تایر دوچرخه به همین خاطر به آن پمپ جابه جایی مثبت (Positive-Displacement Pump) می‌گویند بیشتر این پمپ هایک فشار سنج نیز روی خود دارند.
پمپ‌های الکتریکی برای پر کردن تایرهای ماشین ساخته شده‌اند اما می‌توانند تایرهای دوچرخه را نیز پر کنند اگر قطعهٔ درست برای اتصال موجود باشد. بیشتر پمپ‌ها طراحی شده‌اند که قبل از یک فشار مشخص قطع شوند اما بعضی دیگر این گونه نیستند و برای باد کردن تایرهای بزرگتر ساخته شده‌اند اما اگر با این پمپ‌ها تارهای کوچکتر (مثل دوچرخه) را باد کنید خطر ترکیدن لاستیک وجود دارد.

## انواع پمپ‌ها
سه نوع پمپ اصلی وجود دارد
- پمپ ایستاده
- پمپ دستی
- پمپ پدالی

## پمپ ایستاده
این نوع پمپ، پمپ رفت و برگشتی (track pump) نیز خوانده می‌شود. این نوع پمپ روی زمین توسط پای مصرف‌کننده ثابت می‌شود و با مصرف‌کننده با دستهٔ روی آن باد می‌زند.

## پمپ دستی
این نوع پمپ‌ها کوچک و جمع و جورند بعضی از آن‌ها روی خود لولهٔ مورد نیاز را ندارند و باید با یک لولهٔ دیگر آن‌ها را به والو وصل کرد. نوع دیگر آن‌ها به جای لوله قطعهٔ اتصال را روی انتهای پیستون دارند که از همان جا به والو متصل می‌شود.

## پمپ‌های پدالی
این نوع پمپ‌ها برای دوچرخه‌های معمولی طراحی نشده‌اند چون فشار زیاد تولید نمی‌کنند و برای تایرهای نازک و با فشار بالا مناسب نیستند اما برای تایرهای ماشین و همچنین دوچرخه‌های کوهستان که بزرگتر اما با فشار کمترند مناسب ترند.
- دوچرخه